# Julija Leanciuk
Julija Leanciuk (ur. 31 stycznia 1984 w Pińsku) – białoruska lekkoatletka specjalizująca się w pchnięciu kulą.
Zadebiutowała w 2001, zdobywając brązowy medal mistrzostw świata juniorów młodszych w Debreczynie. W 2003 została wicemistrzynią Europy juniorek. Czwarta zawodniczka młodzieżowego (2005) oraz halowego (2007) czempionatu Europy. W 2007 zdobyła srebrne medale uniwersjady w Bangkoku oraz światowych wojskowych igrzysk sportowych.
Kontrola antydopingowa przeprowadzona 22 czerwca 2008 roku wykryła w jej organizmie zawartość niedozwolonego dopingu. Na zawodniczkę nałożono karę dwuletniej dyskwalifikacji (do 21 lipca 2010).
Po powrocie do rywalizacji, bez powodzenia startowała na moskiewskich mistrzostwach świata (2013). W 2014 zajęła 7. miejsce na halowych mistrzostwach globu oraz była czwarta podczas mistrzostw Europy w Zurychu. Srebrna medalistka halowego czempionatu Europy w Pradze (2015). W 2016 uplasowała się na 4. pozycji podczas rozgrywanych mistrzostw Europy w Amsterdamie, natomiast rok później zdobyła brązowy medal halowych mistrzostw Europy w Belgradzie oraz zajęła siódme miejsce podczas mistrzostw świata w Londynie.
Wielokrotna złota medalistka mistrzostw Białorusi oraz reprezentantka kraju w pucharze Europy, halowym pucharze Europy, pucharze Europy w rzutach lekkoatletycznych oraz na drużynowym czempionacie Starego Kontynentu.
Rekordy życiowe: stadion – 19,79 (31 maja 2008, Brześć); hala – 19,00 (20 lutego 2015 Mohylew).

## Osiągnięcia
| Rok  | Impreza                                 | Miejsce        | Konkurencja    | Lokata             | Wynik |
| ---- | --------------------------------------- | -------------- | -------------- | ------------------ | ----- |
| 2001 | Mistrzostwa świata juniorów młodszych   | Debreczyn      | pchnięcie kulą | 3. miejsce         | 15,08 |
| 2002 | Mistrzostwa świata juniorów             | Kingston       | pchnięcie kulą | 7. miejsce         | 16,03 |
| 2003 | Mistrzostwa Europy juniorów             | Tampere        | pchnięcie kulą | 2. miejsce         | 16,29 |
| 2005 | Młodzieżowe mistrzostwa Europy          | Erfurt         | pchnięcie kulą | 4. miejsce         | 17,91 |
| 2006 | I liga pucharu Europy                   | Praga          | pchnięcie kulą | 2. miejsce         | 17,46 |
| 2007 | Halowe mistrzostwa Europy               | Birmingham     | pchnięcie kulą | 4. miejsce         | 18,10 |
| 2007 | Zimowy puchar Europy w rzutach          | Jałta          | pchnięcie kulą | 3. miejsce         | 17,92 |
| 2007 | Uniwersjada                             | Bangkok        | pchnięcie kulą | 2. miejsce         | 17,20 |
| 2007 | Światowe wojskowe igrzyska sportowe     | Hajdarabad     | pchnięcie kulą | 2. miejsce         | 16,32 |
| 2008 | Halowy puchar Europy                    | Moskwa         | pchnięcie kulą | 4. miejsce         | 17,06 |
| 2008 | Zimowy puchar Europy w rzutach          | Split          | pchnięcie kulą | 5. miejsce         | 17,16 |
| 2013 | Superliga drużynowych mistrzostw Europy | Gateshead      | pchnięcie kulą | 6. miejsce         | 16,74 |
| 2013 | Mistrzostwa świata                      | Moskwa         | pchnięcie kulą | el. – 16. miejsce  | 17,73 |
| 2014 | Halowe mistrzostwa świata               | Sopot          | pchnięcie kulą | 7. miejsce         | 18,16 |
| 2014 | Zimowy puchar Europy w rzutach          | Leiria         | pchnięcie kulą | 3. miejsce         | 18,55 |
| 2014 | I liga drużynowych mistrzostw Europy    | Tallinn        | pchnięcie kulą | 1. miejsce         | 18,48 |
| 2014 | Mistrzostwa Europy                      | Zurych         | pchnięcie kulą | 4. miejsce         | 18,68 |
| 2015 | Halowe mistrzostwa Europy               | Praga          | pchnięcie kulą | 3. miejsce         | 18,60 |
| 2015 | Zimowy puchar Europy w rzutach          | Leiria         | pchnięcie kulą | 1. miejsce         | 18,56 |
| 2015 | Mistrzostwa świata                      | Pekin          | pchnięcie kulą | 7. miejsce         | 18,25 |
| 2016 | Mistrzostwa Europy                      | Amsterdam      | pchnięcie kulą | 4. miejsce         | 18,20 |
| 2016 | Igrzyska olimpijskie                    | Rio de Janeiro | pchnięcie kulą | el. – 17. miejsce  | 17,66 |
| 2017 | Halowe mistrzostwa Europy               | Belgrad        | pchnięcie kulą | 3. miejsce         | 18,12 |
| 2017 | Puchar Europy w rzutach                 | Las Palmas     | pchnięcie kulą | 3. miejsce         | 17,48 |
| 2017 | Puchar Europy w rzutach                 | Las Palmas     | rzut dyskiem   | 8. miejsce (gr. B) | 45,31 |
| 2017 | Mistrzostwa świata                      | Londyn         | pchnięcie kulą | 7. miejsce         | 18,12 |
| 2018 | Halowe mistrzostwa świata               | Birmingham     | pchnięcie kulą | 11. miejsce        | 17,44 |